# 19383 Rolling Stones
19383 Rolling Stones (1998 BZ32) là một tiểu hành tinh vành đai chính được phát hiện ngày 29 tháng 1 năm 1998 bởi Khảo sát tiểu hành tinh OCA-DLR ở Caussols. It has been được đặt theo tên của the English musical group The Rolling Stones.
The asteroid's name is unusual in that it is expressed as two words, instead of "Rollingstones" which is the format used by most other minor planets named for individuals or groups (although the asteroid đặt tên theo Pink Floyd là mộtlso expressed as two words).